# Фландренсис
Великое Герцогство Фландренсис (нид. Groothertogdom Flandrensis) — виртуальное государство, заявившее о своих «претензиях» на часть территории Антарктиды. Основано в 2008 году Николаем де Мерш дъ Ойенбергом, провозгласившим себя «Великим Герцогом Нильсем I». Фландренсис, как и другие виртуальные государства, не признаётся ни одной страной или правительственным учреждением. Состоит в Антарктическом Союзе Микрогосударств (англ. Antarctic Micronational Union, AMU). 

## Государственный строй
Основанный как абсолютная монархия, Фландренсис за три года прошел через семь конституционных реформ. После последней крупной реформы 2020 года, конституция претерпела 17 изменений. После политического кризиса в марте 2011 года Фландренсис стал конституционной монархией, власть от правительства перешла к Генеральным штатам, состоящим из Сената и Палаты представителей. Однако в декабре 2014 года Сенат и Палаты представителей были распущены, и вся полнота власти стала принадлежать герцогу. С 2016 года, законодательная власть перешла великогерцогскому кабинету, и с 2020 года, судебная власть разделена между герцогом и жюри из граждан, выбранных канцлером. Исполнительная власть по-прежнему принадлежит великому герцогу.

### Великогерцогский кабинет
Кабинет является органом законодательной власти Фландренсиса, и состоит из небольшой группы волонтеров-министров, заинтересованных в продвижении Фландренсиса. Председателем великогерцогского кабинета является действующий глава правительства канцлер Иоакин Кастилло-Лопез.

### Тайный великогерцогский совет
Тайный великогерцогский совет состоит из бывших министров Фландренсиса, которые могут советовать великому герцогу.

## История
Фландренсис был основан 4 сентября 2008 года и первоначально не имел территории, но вскоре объявил о своих претензиях на антарктические острова Карней, Черри, Махер, Прэнк и Сипл. Широкую известность Фландренсис получил после конфликта с Вестарктикой, закончившегося подписанием Западноантарктического договора и созданием Антарктического Союза Микронаций. Данный конфликт был освещен нидерландскими СМИ.
21 апреля 2010 года национальное бельгийское телевидение RTBF показало двухминутный репортаж о Фландренсисе. В марте 2011 года обширный репортаж о Фландренсисе был выпущен телеканалом Roeselare.TV. В июне 2012 года интервью с герцогом Нильсом I опубликовал бельгийский телеканал Focus-WTV.

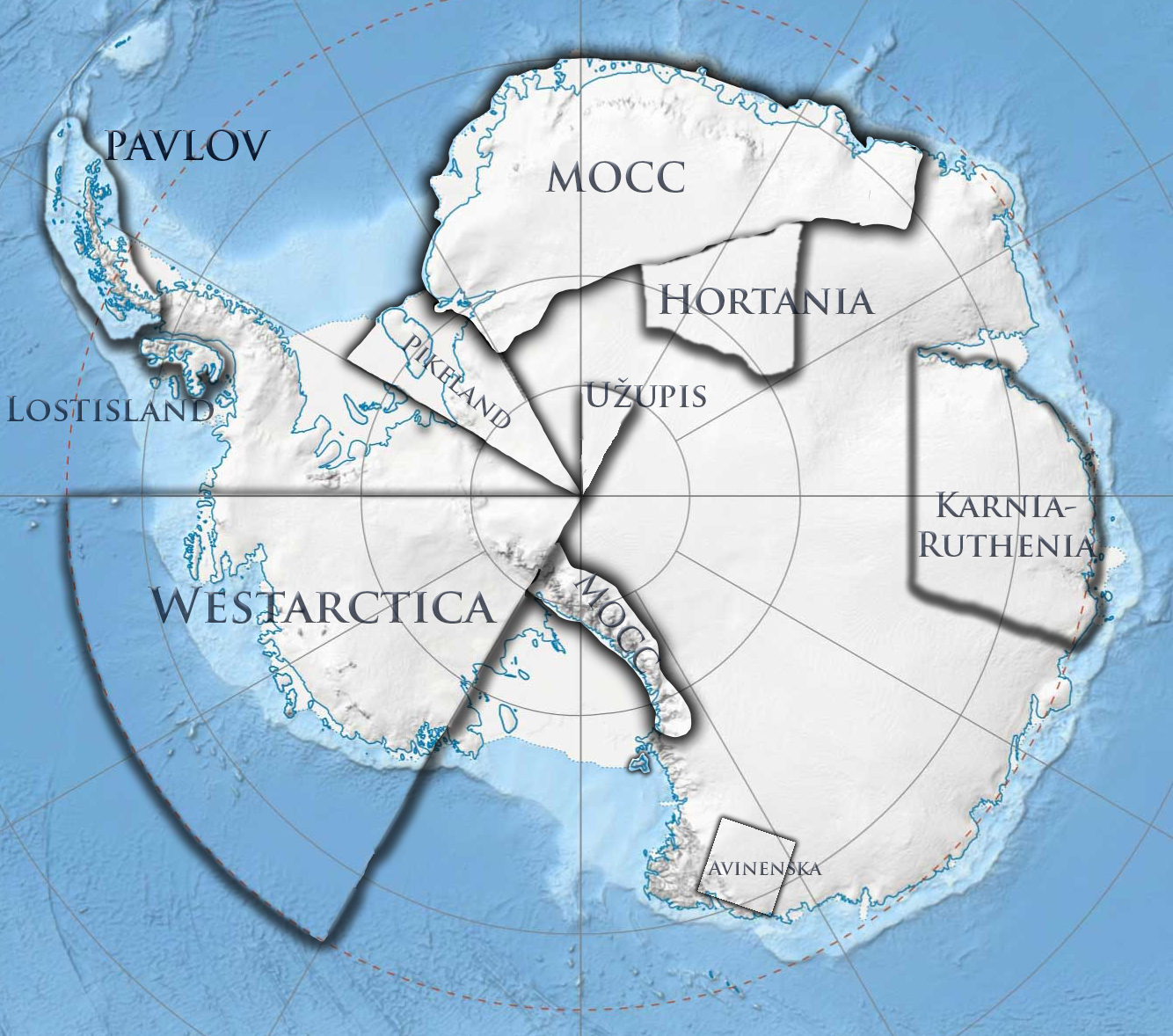
Территориальные претензии антарктических виртуальных государств.

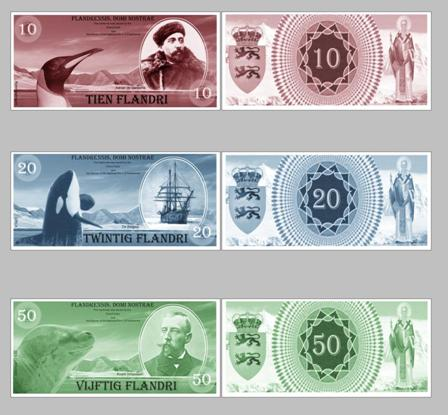
Банкноты фландри

## Территория

### Антарктические острова
Фландренсис претендует на пять антарктических островов, расположенных у побережья Земли Мэри Бэрд:
- Сайпл
- Карней
- Махер[англ.]
- Прэнк[англ.]
- Черри (англ. Cherry island)

В соответствии с Конвенцией об Антарктике, Антарктида не принадлежит ни одному государству. Разрешена только научная деятельность.
Исходя из этого Нильс Вермеерш сначала объявил данные острова своей частной собственностью. Затем он заявил о создании на них независимого государства «Фландренсис». О своих претензиях он сообщил в ООН, Европейский союз, и представителям государств-подписантов Антарктического договора, но все письма в данные структуры были проигнорированы.
На эту территорию претендует также микрогосударство Вестарктика.

### Прочие территории
Несмотря на то, что Фландренсис является антарктическим виртуальным государством, герцогство также претендует на небольшие земельные участки в Шотландии и Нидерландах, находящиеся в частной собственности или переданные Фландренсису другими виртуальными государствами.

## Валюта
В нумизматических целях герцогством выпускаются банкноты в 10, 20 и 50 фландри. На банкноте в 10 фландри изображен Адриен де Жерлаш, организовавший бельгийскую антарктическую экспедицию 1897—1899 гг. Банкнота в 20 фландри изображает судно «Белгика», проведшее в 1898 г. зиму в Антарктике. На банкноту в 50 фландри нанесен портрет норвежского путешественника Руаля Амундсена.

## Галерея

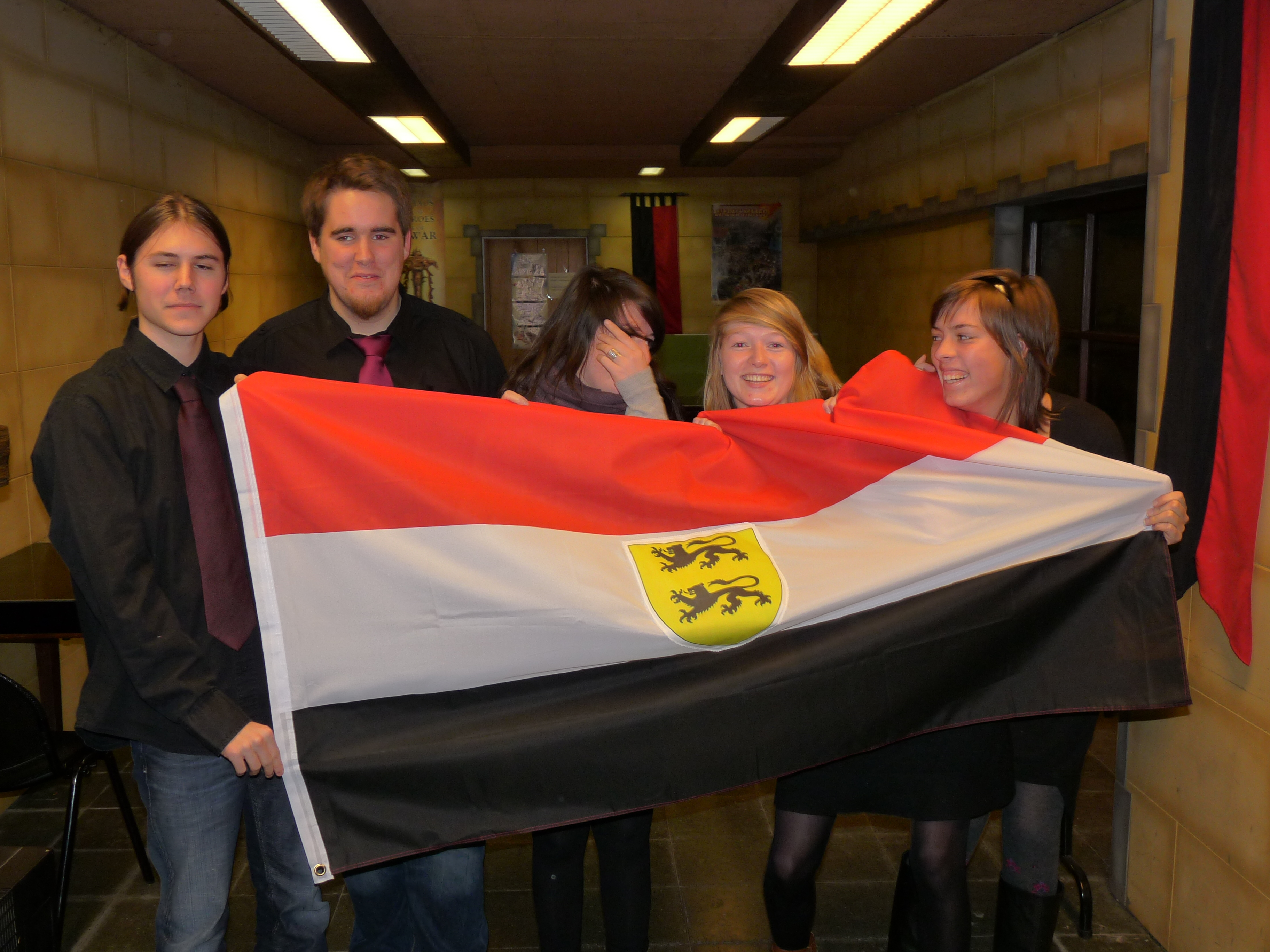
Члены Демократической Роялистской Партии Фландренсиса
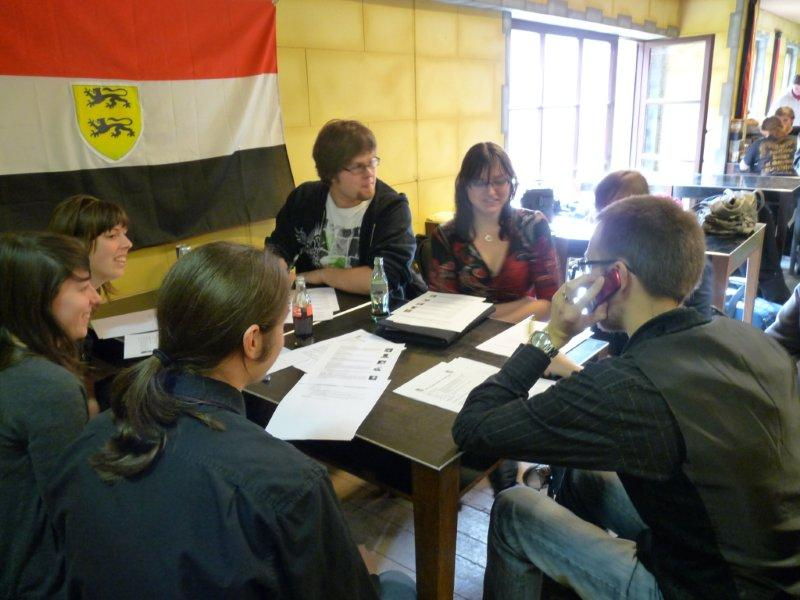
Заседание Парламента Фландренсиса
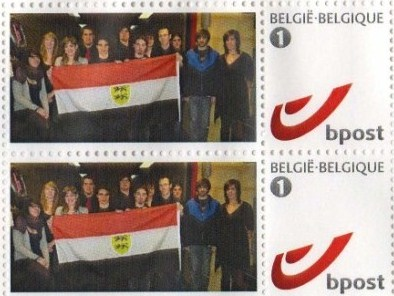
Марки Фландренсиса
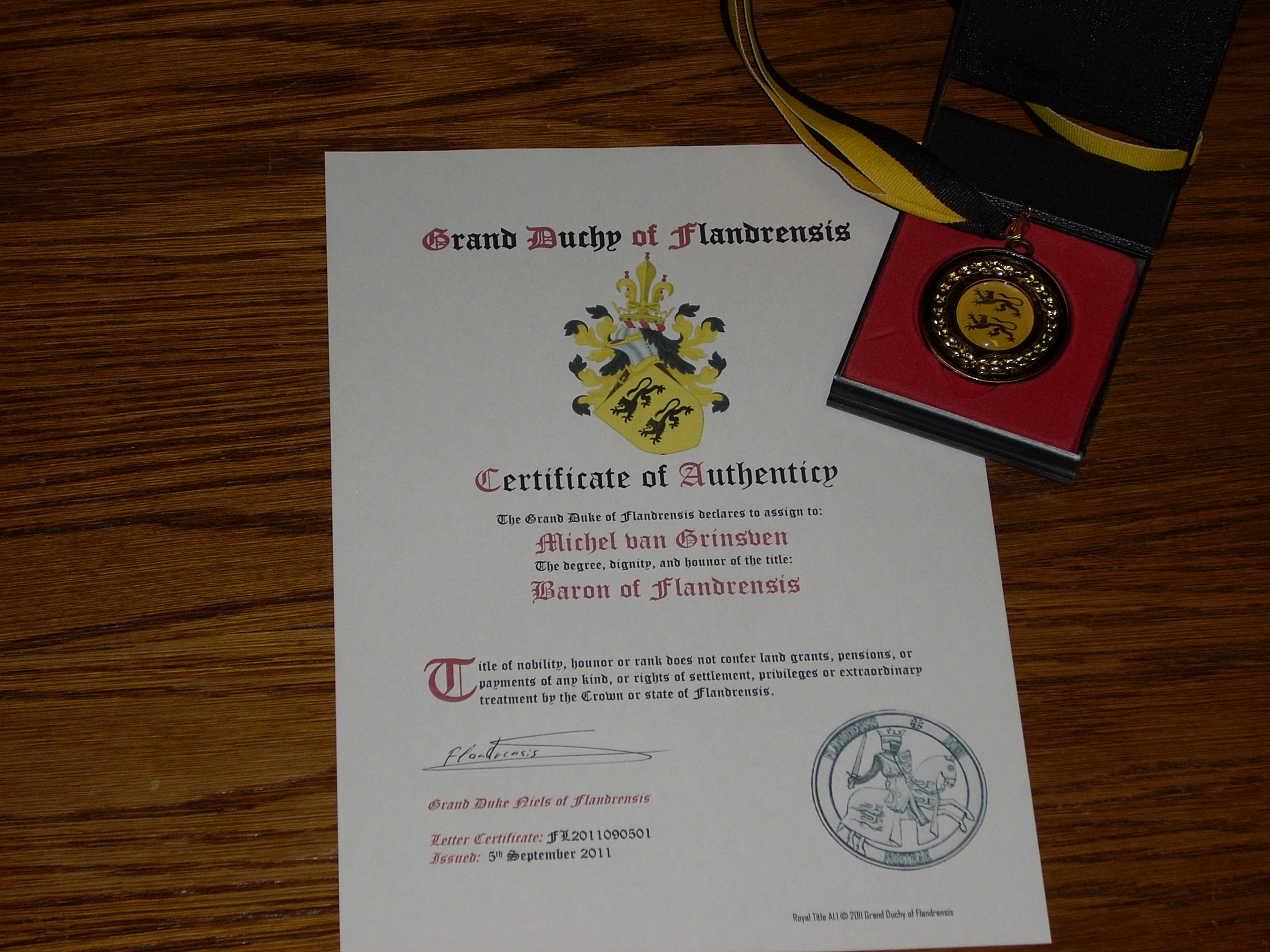
Выпускаемые герцогством сертификат дворянства и медаль